# La primera noche
La primera noche é um filme mexicano produzido por Alejandro Gamboa, lançado em 27 de março de 1998.

## Protagonistas
- Mariana Ávila.... Mariana
- Xavier Massimi.... Bruno
- Margarita Magaña.... Rosita
- Guillermo Iván.... Cheriff
- Julio Casado.... Juan "Gordo"
- Osvaldo Benavides.... Sergio
- Amara Villafuerte.... Fanny
- Paul Choza.... Pachuco
- Audrey Vera.... Mónica
- Marta Aura.... Mão de Gordo
- Patricio Castillo.... Don Nacho